# Bezirksgericht Halle
Das Bezirksgericht Halle war ein Bezirksgericht in der DDR mit Sitz in Halle (Saale). Vorgänger und Nachfolger war das Landgericht Halle.

## Geschichte
Mit dem Gerichtsverfassungsgesetz der DDR aus dem Jahr 1952 wurden die bisherigen Amtsgerichte und Landgerichte aufgelöst und auf Ebene der Bezirke neue Bezirksgerichte gebildet. Sie bestanden bis 1990. Im Bezirk Halle wurde das Bezirksgericht Halle mit Sitz in Halle (Saale) gebildet. Dem Bezirksgericht Halle waren folgende Kreisgerichte untergeordnet:
- Kreisgericht Halle-Stadt
- Kreisgericht Dessau-Stadt
- Kreisgericht Halle-Neustadt (ab dem 12. Mai 1967)
- Kreisgericht Artern
- Kreisgericht Aschersleben
- Kreisgericht Bernburg
- Kreisgericht Bitterfeld
- Kreisgericht Eisleben
- Kreisgericht Gräfenhainichen
- Kreisgericht Hettstedt
- Kreisgericht Hohenmölsen
- Kreisgericht Köthen
- Kreisgericht Merseburg
- Kreisgericht Naumburg
- Kreisgericht Nebra
- Kreisgericht Quedlinburg
- Kreisgericht Querfurt
- Kreisgericht Roßlau
- Kreisgericht Saalkreis
- Kreisgericht Sangerhausen
- Kreisgericht Weißenfels
- Kreisgericht Wittenberg
- Kreisgericht Zeitz

Dem Bezirksgericht Halle übergeordnet war das Oberste Gericht der DDR. Nach dem Zusammenbruch der DDR wurde die Gerichtsstruktur in Sachsen-Anhalt mit dem Gerichtsstrukturgesetz vom  24. August 1992 neu geregelt. Damit wurde die bundesdeutsche Gerichtsstruktur übernommen, das Bezirksgericht Halle aufgehoben und das Landgericht Halle neu geschaffen.

## Fälle
- Urteil gegen Erna Dorn
- Urteil gegen Bernd Eisenfeld
- Kreuzworträtselmord

Für weitere Urteile siehe die Liste von in der DDR hingerichteten Personen